# Versus (EP)
Versus är en uppföljare till den amerikanska artisten Ushers album Raymond v. Raymond. Skivan släpptes den 20 juli 2010 via LaFace Records och Jive Records. Skivan innehåller nio låtar, bland annat den första singeln DJ Got US Fallin' In Love feturing Pitbull.

## Bakgrund
Usher aviserade att en uppföljare skulle komma den 8 juli 2010 som skulle heta Versus, samtidigt skall han släppa en deluxe edition av Raymond v. Raymond. Versus som är kallad the last chapter of Raymond v. Raymond ( Sista kapitlet av Raymond v. Raymond) komma att utforska världen som nybliven singel och en far.

## Singlar
- "DJ Got Us Fallin' In Love", featuring Pitbull, producerad av Max Martin, är den första singeln från albumet. Den släpptes till Itunes den 13 juli 2010 och till radio den 20 juli. Singeln debuterade på nittonde plats på Billboard Hot 100 på grund av stor digital handel.

- "Hot Toddy", featuring Jay-Z & Ciara, producerad av Polow Da Don kommer att bli skivans andra singel. Den kommer att släppas till radion den 9 augusti 2010.

## Låtlista
1. "Love 'Em All"
2. "DJ Got Us Fallin' In Love"
3. "Hot Toddy" (featuring Jay-Z and Ciara)
4. "Lay You Down"
5. "Lingerie"
6. "There Goes My Baby"
7. "Get In My Car" (featuring Bun B)
8. "Somebody to Love (Remix)" (Justin Bieber feat. Usher)
9. "Stranger"